# Литошенко, Лев Николаевич
Лев Николаевич Литошенко (13 (25) февраля 1886 — 27 ноября 1943) — российский и советский статистик и экономист, специализировавшийся на проблемах крестьянского землепользования и эффективности сельского хозяйства.

## Биография
Родился 13 (25) февраля 1886 года в Нижнедуванской волости Купянского уезда Харьковской губернии в семье земского служащего. Его отец, дворянин Николай Абрамович Литошенко, в студенческие годы был подсудимым на процессе ста девяноста трёх, его оправдали и выслали в Воронеж.
Окончил Харьковское реальное училище и в 1909 году — экономическое отделение юридического факультета Московского университета и был оставлен при университете для подготовки к профессорскому званию. В 1911 году покинул университет в числе несогласных с политикой Министерства народного просвещения (Дело Кассо). В 1912 году был назначен на должность ассистента кафедры политической экономии Московского коммерческого института и направлен в двухгодичную заграничную командировку.
С 1914 года преподавал в университете Шанявского. В годы Первой мировой войны работал в статистико-экономическом отделе Союза городов
Был избран 25 июня 1917 года в Московскую городскую думу по списку конституционно-демократической партии.
С декабря 1918 года работал в Центральном статистическом управлении в должности консультанта по вопросам аграрной динамики, с июня 1920 заведовал подотделом (в 1924 преобразован в отдел) бюджетной статистики. С 1918 года по совместительству преподавал в различных высших учебных заведениях Москвы, в частности, в Тимирязевской сельскохозяйственной академии, служил в Финансово-экономическом бюро Наркомфина, в научно-исследовательском институте сельскохозяйственной экономики и политики (руководимом известным экономистом А. В. Чаяновым). Профессор экономического отделения факультета общественных наук МГУ (1920-е годы). Выступал против концепции потребительского характера крестьянских хозяйств, определял природу крестьянского хозяйства как «приобретательскую». Занимаясь крестьянскими бюджетами за 1922—1923 гг., впервые дал оценку важнейших групп потребителей и товаров в сельском хозяйстве.
Три раза (осенью 1923 года, на два месяца осенью 1925 года, с июня 1926 по июнь 1927 года) выезжал в научные командировки в США.
Совместно с П. И. Поповым руководил работой по составлению первого в мире межотраслевого баланса на 1923—1924 года.
Был арестован 26 июля 1930 года по делу Трудовой крестьянской партии, вместе с известными экономистами А. В. Чаяновым, Н. Д. Кондратьевым, Я. М. Букшпан и другими; 26 января 1931 года приговорён коллегией ОГПУ к 3 годам лишения свободы, с заменой оставшегося срока на ссылку в Саратов. В 1932 году вернулся в Москву и устроился на работу в НИИ обмена веществ и эндокринных расстройств заведующим отделом вариационной статистики и секретарём учёного совета. Читал лекции в Московском финансово-экономическом институте (МФЭИ).
Вновь арестован 7 января 1938 года. Обвинён, вместе с А. И. Мураловым и А. В. Тейтелем, «в стремлении к воссозданию Трудовой крестьянской партии»; 9 апреля 1938 года был приговорён Особым совещанием НКВД к 8 годам исправительно-трудовых лагерей. Умер в колымском лагере 28 ноября 1943 года.
Частично реабилитирован в 1963 году, полностью реабилитирован, вместе со всеми осужденными по делу ТКП, в 1987 году.

### Научная деятельность
Научная деятельность Л. Н. Литошенко всегда была сфокусирована на проблемах крестьянского хозяйства. В июле 1917 — феврале 1918 года Литошенко выступает в газете «Русские ведомости» (издание кадетского направления) с серией статей, резко критикующих аграрную политику Временного правительства, проводимую В. М. Черновым; объектом критики становятся идеи социализации земли, конфискации земель частных собственников и общего ограничения свободы распоряжения землей. Литошенко является сторонником продолжения дореволюционного курса на укрепление крестьянских земель в собственность.